# Tipula (Lunatipula) quadridentata quadridentata
Tipula (Lunatipula) quadridentata quadridentata is een ondersoort van de tweevleugelige Tipula (Lunatipula) quadridentata uit de familie langpootmuggen (Tipulidae). De ondersoort komt voor in het Palearctisch gebied.